# Eupithecia transacta
Eupithecia transacta är en fjärilsart som beskrevs av András Vojnits 1982. Eupithecia transacta ingår i släktet Eupithecia och familjen mätare. Inga underarter finns listade i Catalogue of Life.